# Aidac
Aidac (en francès, Aydac) és un municipi francès situat al departament del Puèi Domat i a la regió d'Alvèrnia-Roine-Alps. L'any 2007 tenia 1.982 habitants.

## Demografia

### Població
El 2007 la població de fet d'Aidac era de 1.982 persones. Hi havia 806 famílies de les quals 205 eren unipersonals (119 homes vivint sols i 86 dones vivint soles), 255 parelles sense fills, 284 parelles amb fills i 62 famílies monoparentals amb fills.
La població ha evolucionat segons el següent gràfic:
Habitants censats

### Habitatges
El 2007 hi havia 1.277 habitatges, 823 eren l'habitatge principal de la família, 351 eren segones residències i 104 estaven desocupats. 1.185 eren cases i 85 eren apartaments. Dels 823 habitatges principals, 681 estaven ocupats pels seus propietaris, 112 estaven llogats i ocupats pels llogaters i 30 estaven cedits a títol gratuït; 10 tenien una cambra, 26 en tenien dues, 169 en tenien tres, 248 en tenien quatre i 370 en tenien cinc o més. 677 habitatges disposaven pel capbaix d'una plaça de pàrquing. A 322 habitatges hi havia un automòbil i a 459 n'hi havia dos o més.

### Piràmide de població
La piràmide de població per edats i sexe el 2009 era:
| Homes | Edats   | Dones |
| ----- | ------- | ----- |
| 0     | 95 o +  | 0     |
| 0     | 90 a 94 | 8     |
| 4     | 85 a 89 | 4     |
| 4     | 80 a 84 | 8     |
| 16    | 75 a 79 | 24    |
| 32    | 70 a 74 | 28    |
| 44    | 65 a 69 | 40    |
| 40    | 60 a 64 | 36    |
| 52    | 55 a 59 | 28    |
| 60    | 50 a 54 | 96    |
| 76    | 45 a 49 | 64    |
| 72    | 40 a 44 | 60    |
| 96    | 35 a 39 | 72    |
| 68    | 30 a 34 | 72    |
| 28    | 25 a 29 | 36    |
| 48    | 20 a 24 | 28    |
| 56    | 15 a 19 | 24    |
| 72    | 10 a 14 | 40    |
| 56    | 5 a 9   | 64    |
| 40    | 0 a 4   | 36    |

## Economia
El 2007 la població en edat de treballar era de 1.339 persones, 1.044 eren actives i 295 eren inactives. De les 1.044 persones actives 968 estaven ocupades (531 homes i 437 dones) i 76 estaven aturades (33 homes i 43 dones). De les 295 persones inactives 105 estaven jubilades, 112 estaven estudiant i 78 estaven classificades com a «altres inactius».

### Ingressos
El 2009 a Aidac hi havia 911 unitats fiscals que integraven 2.188,5 persones, la mediana anual d'ingressos fiscals per persona era de 21.053 €.

### Activitats econòmiques
Dels 89 establiments que hi havia el 2007, 2 eren d'empreses alimentàries, 2 d'empreses de fabricació d'altres productes industrials, 11 d'empreses de construcció, 11 d'empreses de comerç i reparació d'automòbils, 8 d'empreses de transport, 19 d'empreses d'hostatgeria i restauració, 1 d'una empresa d'informació i comunicació, 1 d'una empresa financera, 3 d'empreses immobiliàries, 14 d'empreses de serveis, 9 d'entitats de l'administració pública i 8 d'empreses classificades com a «altres activitats de serveis».
Dels 21 establiments de servei als particulars que hi havia el 2009, 1 era una oficina de correu, 1 taller de reparació d'automòbils i de material agrícola, 4 paletes, 1 guixaire pintor, 2 fusteries, 2 lampisteries, 1 electricista, 8 restaurants i 1 agència immobiliària.
Dels 3 establiments comercials que hi havia el 2009, 1 era una botiga de més de 120 m², 1 una botiga de menys de 120 m² i 1 una fleca.
L'any 2000 a Aydat hi havia 39 explotacions agrícoles que ocupaven un total de 1.584 hectàrees.

## Equipaments sanitaris i escolars
L'únic equipament sanitari que hi havia el 2009 era una farmàcia.
El 2009 hi havia 1 escola maternal i 3 escoles elementals.

## Poblacions més properes
El següent diagrama mostra les poblacions més properes.